# Ghiacciaio del Drago
Il ghiacciaio del Drago è un ghiacciaio situato sull'Isola di re Giorgio, la più grande delle Isole Shetland Meridionali, a nord del termine della Penisola Antartica. Il ghiacciaio si trova in particolare nella parte occidentale della costa meridionale dell'isola, dove fluisce verso nord-ovest, lungo il versante nord-occidentale del duomo Cracovia, scorrendo a est del monte Wawel e a ovest del ghiacciaio Wanda, fino a entrare nella parte meridionale dell'insenatura di Martel.

## Storia
Il ghiacciaio Wanda è stato mappato durante la spedizione francese in Antartide svoltasi dal 1908 al 1910, al comando di Jean-Baptiste Charcot, ed è stato così battezzato dai partecipanti a una spedizione polacca di ricerca antartica svoltasi nel 1980, in onore del drago del Wawel, ucciso dal leggendario re Krakus nel mito della fondazione di Cracovia.
Rilevamenti effettuati a partire dagli anni 1990 hanno dimostrato che il ghiacciaio del Drago, così come i vicini Wanda e Krark, è in fase di ritiro da decine di anni, con l'acqua di fusione posta sulla superficie del ghiacciaio che penetra nei crepacci andando a riscaldarne il volume interno fino ad arrivare alla base e creando quindi un cuscino d'acqua liquida tra il corpo del ghiacciaio e il suolo.